# Zsidó temetési hagyományok

## Beteglátogatás, a gyógyulás elősegítése
A rabbinikus hagyományban nagy súlya van a beteglátogatásnak (bikkur holim). Talmudi magyarázatok szerint ebben maga Isten mutatott példát, amikor meglátogatta Ábrahámot annak körülmetélkedése után (1Mózes 17-18). A látogatásra legalkalmasabb időpont napközben van: reggel, az erősödés idején a beteg úgy érezheti, nincs szükség imára, este, az állapot romlásakor pedig reménytelensége miatt érezheti fölöslegesnek az érte mondott imákat.
A szokások szerint a látogató nem sokáig időzik a betegnél, hogy ne terhelje őt jelenlétével. A látogatás fő célja a betegért mondott imádság: ez minden látogató feladata, a zsinagógai közösség minjenje is elmehet ilyen célból a beteghez. A zsidó vallásjogban járatos Talmud-tudósok imája különösen is hatékonynak számít. A beteg önmagért is imádkozik, melynek hangsúlya a bűnbánat, a lehetséges bűnökből való megtérés. A bűnbánat kettős célt is szolgál: kifejezi a beteg reményét abban, hogy ha lelkileg nincs adóssága, „betegsége” (ez a bűn egyik ismert vallási metaforája), akkor az a testi gondjaiból, betegségéből is felsegít(het)i, másrészt pedig arra az esetre is felkészíti a súlyos beteget, haldoklót, hogy rendezett lelki körülmények között távozzon az életből.
A beteg megváltoztathatta a nevét, hogy ezzel kifejezze: bűnbánata nyomán új ember lett. Nagybeteg vagy gyermek helyett ezt a közösség tette meg. A gyógyulás érdekében adományok felajánlása is szokás. Emellett zsoltárok olvasására, imádkozására bátorítják a beteget. Az erre a célra kiválasztott zsoltároknak gyógyító hatást tulajdonítanak. A haldokló szülő feladata gyermekei megáldása. A halál beállta előtt a Hevra Kadisa (temetési egylet) tagjai imákat mondanak el.

## Haláltól a temetésig: a halott felkészítése
A halott felkészítése már a halál beállta előtt megkezdődik, nem hagyják magára a haldoklót. Természetes halál esetén, a halottas ágyon fekvő fölött a körülállók imát mondanak mindaddig, míg végleg ki nem múlik. Ennek célja a lélek felkészítése, a lélek megtisztulásában lévő bizalom. Az eltávozás után 10 percig tilos a halotthoz érni, ez idő elteltével kezdődnek csak a testtel kapcsolatos teendők. Először egy közeli rokon lefogja a halott szemét, felköti az állát, hagyományosan földre hintett szalmára lefektetik, lábbal az ajtó felé leterítik, majd a feje mellé mécsest helyeznek. A szalma az egyenlőség jelképe, hogy gazdag és szegény a halálban egyenlő. Régi szokás, hogy a halál pillanatában a házban található edényekben lévő összes vizet kiöntik az udvarra, sőt, ezt három szomszéddal arrébb is elvégzik: egyesek szerint azért, hogy így menjen a halál híre szomszédról szomszédra, ne kelljen szóban közölni. Az előkészületekhez tartozik a tükrök letakarása is abban a szobában, ahol a holttest fekszik. Ennek egy magyarázata az, hogy a gyászolók ne láthassák a fájdalmat, gyászt, rémületet kifejező arcukat a tükörben. Szombaton bekövetkező halál esetén csak a szombat kimenetele után gyújtanak mécsest, kezdik meg az előkészületeket.
A halott mosdatása (tahara) és öltöztetése a temető szertartási épületében, egy külön helyiségben zajlik a következőképpen. Egy ferde felületre fektetik a testet, majd az ingen kívül az összes ruhát eltávolítják róla. Ráterítenek egy lepedőt, és az illem védelmében az inget csak ez alatt vágják le. A fejnél kezdődően a lábak felé haladva, langyos vizet ráöntve a lepedővel és más rongyokkal mossák tisztára a testet. A körmöket kitisztítják, haját kifésülik. Ezt követi a felöltöztetés és a koporsóba helyezés. A halott ruhája (takhrikhin) egyszerű fehér vászonból készült, zseb és díszítés nélküli öltözet. Az elhunyt öltözékének letisztultságán kifejezetten nagy a hangsúly, ez is az egyenlőség jelképe. Ékszert nem szabad a halotton hagyni, a koporsóba helyezett imasálról is lefejtik a nyaki résznél lévő díszt, az egyik ciceszt (szemlélőrojt) levágják róla. A koporsó is egyszerű, díszítetlen.

## A temetés rendje
A zsidó hagyomány a lehető leghamarabbi temetést szorgalmazza, rendszerint a halált követő három napban megtörténik a temetés.

### A halott elkísérése(levaja)
A temetésen résztvevők hagyományosan a gyászháznál gyülekeztek. Ma már nem szokás a háztól való temetés, napjainkban a halottat a temetői szertartásépületben készítik fel, és innen kísérik végső nyughelyére. Akik a temetés utáni napokban nem tudnak külön elmenni a gyászolók otthonába vigasztalni, azok már itt részvétet nyilvánítanak. Azonban maga a vigasztalás majd csak a temetést követően történik, ugyanis a hagyomány szerint aninut idején (temetést megelőző mély gyászban) nem szabad vigasztalni a gyászolókat, mert ekkor még túl nagy a fájdalmuk. A gyász hagyományos kifejezése a ruha beszakítása (bevágása, keria).
A fekete lepellel takart koporsót kézi hordozóra vagy – hosszabb úton – halottas kocsira teszik. A holttest közelében mindig a hozzátartozók állnak, a kocsi után is ők mennek először, majd őket követi a gyászoló közönség. A menet csendben zajlik, férfiak és nők külön haladnak. A halott utolsó útjára való elkísérés fontosságát jelzi, hogy az elhunytat elkísérik azok is, akik haragot tartottak vele. Úgy tartják, a halál mindent kiegyenlít, így legalább az ő részükről megtörténik a kiengesztelés. A halott sírhoz vitelében, legalább pár lépésre – a rokonok kivételével – sokan részt vehetnek, kegyes cselekedet. A menet többször is megáll, ez is jelképezi, hogy milyen nehéz elválni a halottól.

### Eltemetés
Gyászbeszédet (heszped) bárki mondhat a Hevra Kadisa (temetési egylet) engedélyével, de alapvetően a közösség rabbija tartja. A sír behantolása előtt először a rokonok, utánuk az ismerősök kérnek bocsánatot. Régebben szokás volt a sírba leeresztés előtt a holttesten igazítani (leplet tenni keresztbe a vállon, a taliszt a fejre húzni), de ma már nem nyitják fel a koporsót. Ezután imádkozás közben elföldelik az elhunytat. A hozzátartozók néhány lapát földet hánynak a koporsóra, majd a jelenlévők is. A hagyomány tiltja a virágot és koszorút a temetésen, helyette köveket tesznek a sírra. A temetőt csak akkor hagyják el, amikor a sírt teljesen behantolták.

### Vigasztaló sorfal(sura)
A halottas menetben résztvevők és a gyászolók még együtt imádkoznak. A zsoltárok után az árvák (gyászolók) kaddis-imát mondanak, majd a férfiak, legalább tízen egymással szemben kettős sorfalat állnak. Közöttük az árvák elvonulnak, közben vigasztaló áldást mondanak rájuk. A kaddis Isten dicsőítéséről szól, kifejezi az ő akaratába való belenyugvást.
A temető elhagyásakor szokás pár szál fűszálat kitépni (télen rögöt felvenni) és a vállon át hátradobni. Egyik értelmezése, hogy a holtak is életre kelnek, ahogy a fű újból kinő a földből. Más magyarázat szerint a halál angyala elől tüntetik el a nyomokat. Búcsúzóul újra közösen imádkoznak, mint szinte a temetésen végig.

## A temetés speciális előírásai, különleges esetei
A boncolást a halott méltósága miatt tiltja a hagyomány, de az újkorban kialakultak olyan esetek, amikor végrehajtható: hatósági rendeletre, ha a törvény előírja a halál okának megállapítását, illetve ha ez elősegíti más betegek gyógyítását. Életmentés érdekében egyes rabbik szervátültetést is engedélyeznek. Minden más esetben a testet az összes testrésszel együtt kell eltemetni. A zsidó hagyományban a hamvasztás és a balzsamozás eljárása is tiltott. A balzsamozás (tartósítás) régebben, pl. tengeri úton meghaltaknál elkerülhetetlen volt, ezt már hűtéssel oldják meg. Ha a család mégis a hamvasztás mellett dönt, akkor az urna zsidó temetőben való elhelyezése is akadályba ütközhet, és konzervatív rabbi nem tart temetési szertartást.
Különleges előírások vonatkoznak a gyermekágyas időszakban meghalt nőkre, a gyilkosságok áldozataira és az öngyilkosságot elkövetőkre. A szüléskor vagy gyermekágyas időszakban meghalt nőket, illetve gyilkosság véres áldozatát nem tisztítják meg a szokásos módon, abban a ruhában és állapotban temetik el őket, ahogy meghaltak, vérükkel és minden véres ruhadarabbal együtt. Hagyományosan a temetőben is elkülönült helyre kerültek.
Az öngyilkosságot elkövetőknek vallásjogilag két csoportja van: akik feladták életüket és tudatában voltak tettüknek, amellyel bibliai elvet (1Móz 9:5) szegnek, illetve akik nem voltak tudatában, mert elborult az elméjük. Míg ez előbbieket csak elkülönítve, akár a temetőn kívül helyezték el, addig az utóbbiak nem részesültek ilyen megkülönböztetésben. Mai gyakorlatban minden öngyilkost pillanatnyilag zavarodottnak tekintenek.
A temetés a szokásostól eltérően zajlik a kohaniták esetében. Őket mindenképp zárt koporsóban temetik. Kohanita férfinek tilos halott közelébe mennie, akár csak egy fedél alatt tartózkodni vele, temetésén jelen lenni. Kivételt csak közeli rokonának elvesztése jelent (anya, apa, házastárs, gyermek, fivér, hajadon leánytestvér), akkor ezek a tilalmak megszűnhetnek. A tilalom egy magyarázata, hogy az ő feladatuk, hogy a hétköznapokra eső főünnepeken áldásokat osszanak, amit csak tiszta, vidám lélekkel lehet végezni.